# Воттс Тауншип (округ Перрі, Пенсільванія)
Воттс Тауншип (англ. Watts Township) — селище (англ. township) в США, в окрузі Перрі штату Пенсільванія. Населення — 1231 особа (2020).

## Демографія
Згідно з переписом 2010 року, у селищі мешкало 1265 осіб у 508 домогосподарствах у складі 376 родин. Було 571 помешкання
Расовий склад населення:
| - 98,8 % — білих - 0,2 % — азіатів - 0,1 % — корінних американців - 0,1 % — чорних або афроамериканців |

До двох чи більше рас належало 0,6 %. Частка іспаномовних становила 1,1 % від усіх жителів.
За віковим діапазоном населення розподілялося таким чином: 19,5 % — особи молодші 18 років, 68,6 % — особи у віці 18—64 років, 11,9 % — особи у віці 65 років та старші. Медіана віку мешканця становила 43,5 року. На 100 осіб жіночої статі у селищі припадало 106,0 чоловіків;  на 100 жінок у віці від 18 років та старших — 105,7 чоловіків також старших 18 років.
Середній дохід на одне домашнє господарство  становив 72 432 долари США (медіана — 62 102), а середній дохід на одну сім'ю — 81 518 доларів (медіана — 73 000). Медіана доходів становила 48 371 долар для чоловіків та 35 179 доларів для жінок. За межею бідності перебувало 7,2 % осіб, у тому числі 8,5 % дітей у віці до 18 років та 9,9 % осіб у віці 65 років та старших.
Цивільне працевлаштоване населення становило 749 осіб. Основні галузі зайнятості: освіта, охорона здоров'я та соціальна допомога — 18,6 %, роздрібна торгівля — 13,9 %, будівництво — 12,3 %, виробництво — 12,0 %.